# Spálené Poříčí
Spálené Poříčí (německy Brennporitschen) je město v okrese Plzeň-jih v Plzeňském kraji. Žije zde přibližně 3 000 obyvatel. Název Spálené Poříčí je uváděn od doby třicetileté války, kdy město v důsledku pobytu císařské armády zcela vyhořelo. Centrum je památkově chráněno jako městská památková zóna a v roce 2003 získalo ocenění Historické město roku. Dominantou města je renesanční zámek, na nějž byl v minulosti vázán průmysl v různých odvětvích. Bývalé početné židovské osídlení je doloženo zachovalým židovským hřbitovem.
Sousedními obcemi sídla jsou Milínov, Žákava, Blovice, Louňová, Nové Mitrovice, Trokavec, Příkosice, Mešno, Kornatice, Vísky a Borovno.

## Historie

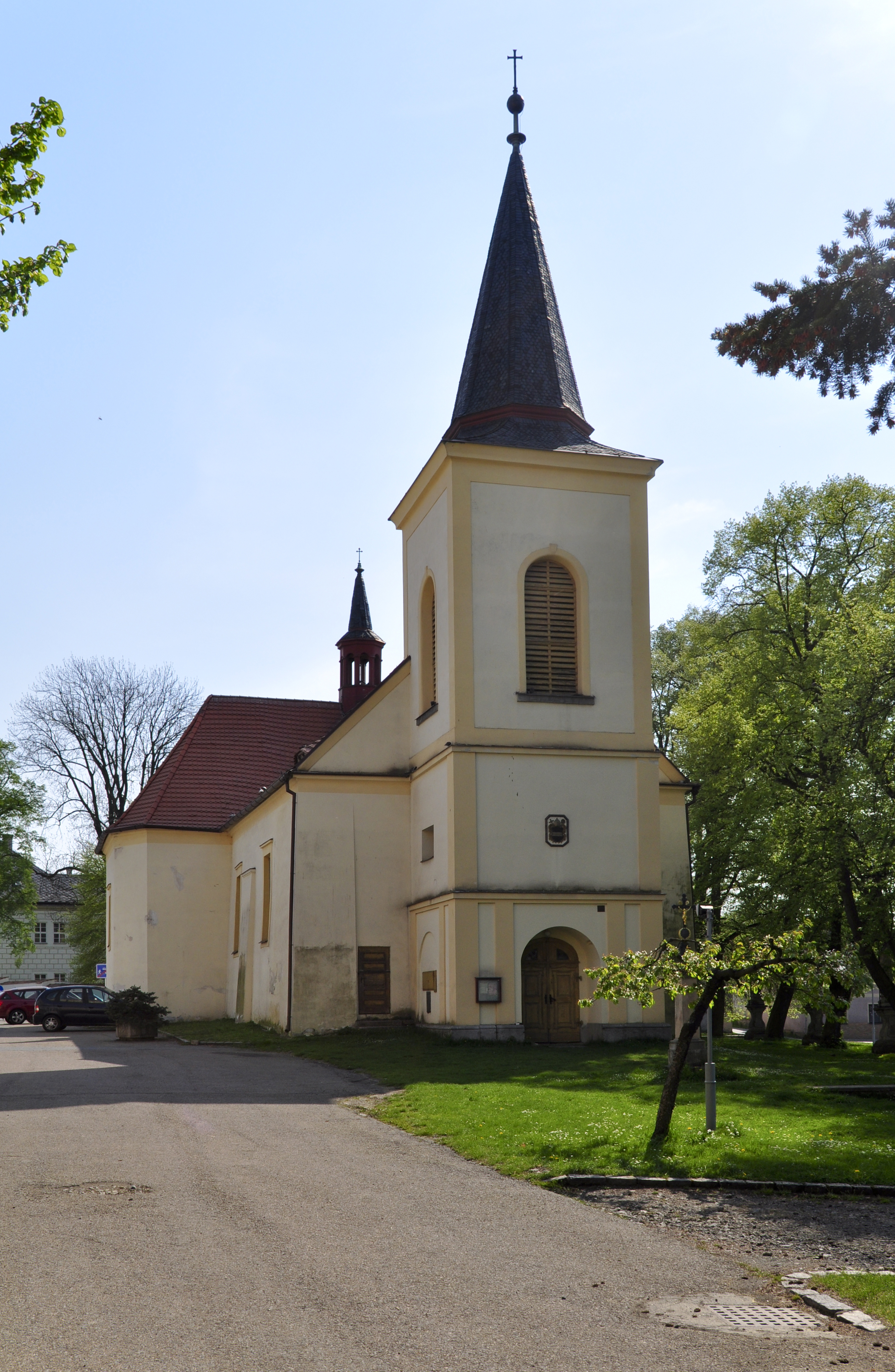
Kostel sv. Mikuláše na náměstí

K osídlení dnešního Spáleného Poříčí v údolí říčky Bradavy došlo pravděpodobně již v pravěku, ve středověku tuto oblast v podhůří Brd kolonizoval rod Buziců, za nějž vznikla vesnice. Poříčí se poprvé připomíná v roce 1239 v kupní smlouvě, jíž od Budislava z Rožmitálu koupil ves kladrubský klášter. Kladrubští benediktini usilovali o větší expanzi v tomto regionu, nakonec zde ale své aktivity ukončili přibližně o sto let později a majetek se dostal do rukou významného rodu pánů ze Švamberka. V roce 1390 se Poříčí uvádí již jako městečko s nově vyměřeným rozlehlým náměstím. Poříčí se stalo významným bodem na obchodní stezce z Plzně do Rožmitálu a někdy v této době také vznikla gotická tvrz, která se stala základem pozdějšího zámku. Ve 14. století se také poprvé uvádí kostel sv. Mikuláše na náměstí. Panství Spálené Poříčí díky častým změnám majitelů měnilo svůj rozsah, v 16. století zde delší dobu sídlili páni z Roupova (1506–1587), za nichž byla obnovena tvrz. Do 16. století je poprvé datována radnice s hodinami.

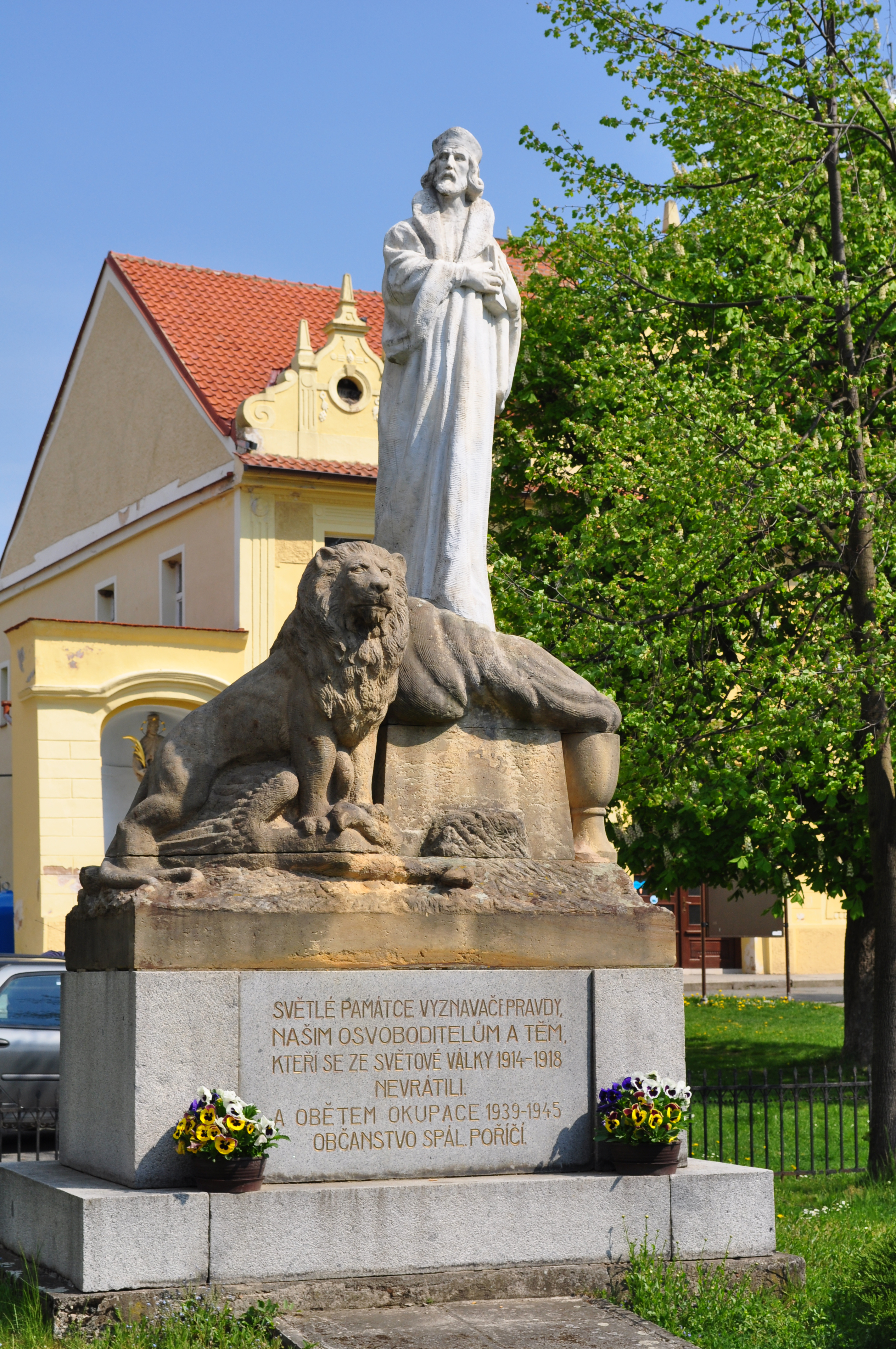
Pomník osvoboditelům se sochou Jana Husa na náměstí

Významnou kapitolou v dějinách Spáleného Poříčí byla éra Vratislavů z Mitrovic, jimž panství patřilo přes sto let (1603–1715). Adam Vratislav z Mitrovic nechal tvrz přestavět na renesanční zámek. Do dalších osudů městečka krátce poté neblaze zasáhla třicetiletá válka. V říjnu 1620 se v Poříčí na několik dní usadila armáda císařského vojevůdce Karla Buquoye po ústupu před stavovským vojskem po bitvě u Starého Smolivce. Před vojáky uprchla většina obyvatel, takže když Buquoy nechal po přesunu do Prahy městečko zapálit, nebyl prakticky nikdo, kdo by mohl požár uhasit. Městečko proto úplně lehlo popelem, a protože to nebylo během třicetileté války naposledy, začalo být známé pod názvem Spálené Poříčí. Vratislavové z Mitrovic usilovali o obnovení panství, proto povolali především židovské obchodníky, kteří během 17. století vytvořili ve Spáleném Poříčí početnou komunitu. Se jménem Vratislavů z Mitrovic je také spojen rozvoj výroby železa v blízkém Mirošově, další huť byla založena v nově založené vesnici Nové Mitrovice. Václav Ignác Vratislav z Mitrovic nechal na náměstí postavit sochu sv. Jana Nepomuckého a v roce 1708 založil manufakturu na výrobu pušek. Od Vratislavů koupila v roce 1715 panství za 188 000 zlatých hraběnka Polyxena Clary-Aldringenová. Její synovec hrabě Karel Josef Desfours, který majetek zdědil v roce 1732, panství zadlužil podnikatelskými aktivitami a nákladným společenským životem a na nátlak věřitelů byl nucen k prodeji. V roce 1749 koupila panství za 461 500 zlatých Metropolitní kapitula u sv. Víta v Praze, v jejímž vlastnictví zůstal velkostatek 200 let. Zámek krátce poté nabyl významu, když zde během dynastických válek byl dvakrát uschován svatovítský poklad. Koncem 18. století byl zámek rozšířen o východní křídlo, z této doby pochází také budova děkanství (1780) a sousední dům č.p. 138 (dnes sídlo Turistického informačního centra).

### Spálené Poříčí v 19. a 20. století

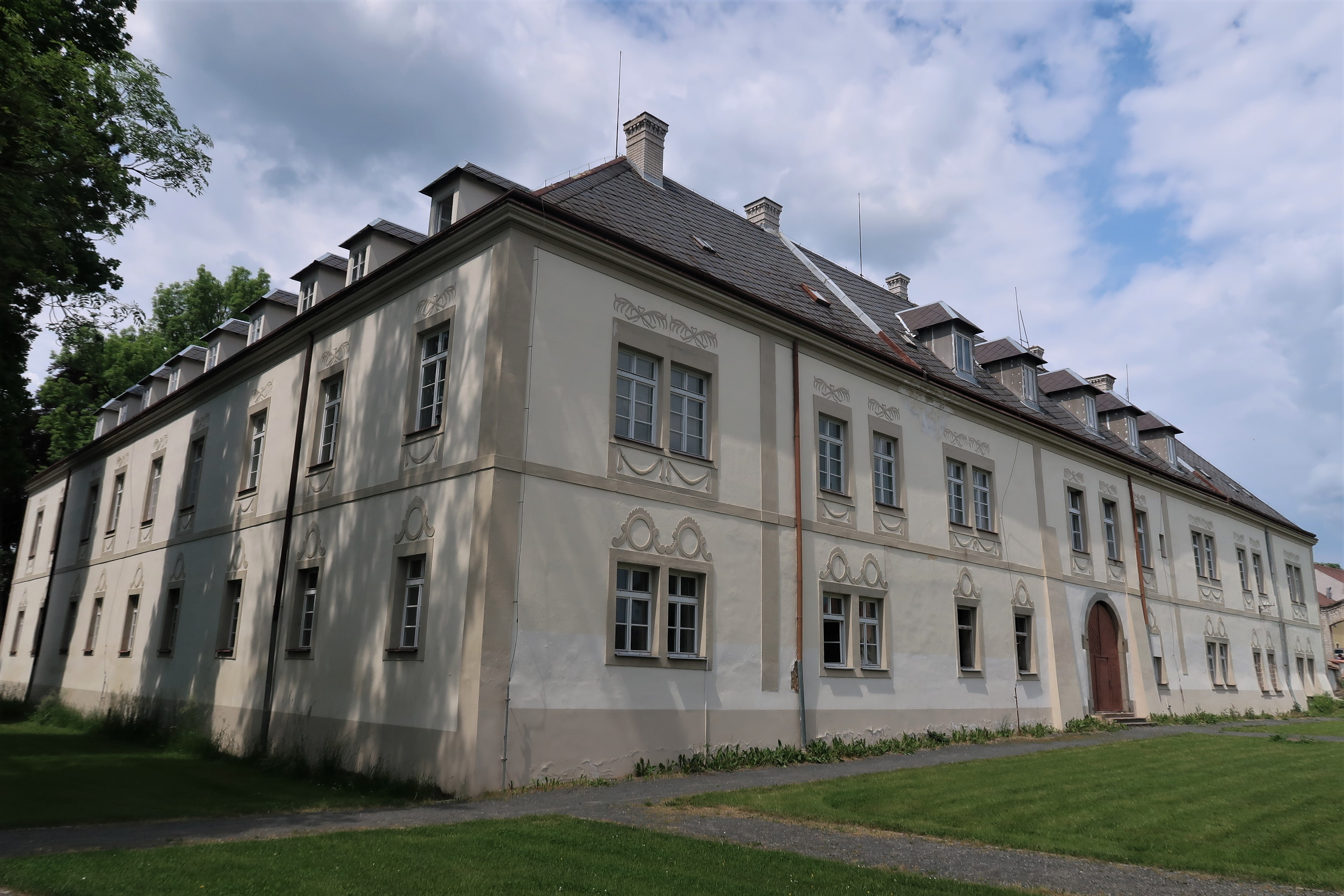
Zámek

Po revolučních změnách v roce 1848 bylo zrušeno patrimoniální zřízení a Metropolitní kapitula sv. Víta ztratila vládu nad rozsáhlým panstvím, velkostatek o rozloze přes 9 000 hektarů s převážně lesními porosty si ale s dílčmi ztrátami udržela až do období po druhé světové válce. Po získání vlastní samosprávy byl prvním starostou Spáleného Poříčí majitel hostince Josef Drchkovský (1850–1868), ve funkci starosty jej následovali Martin Kotora (1868–1885), Václav Laštovka (1885–1890) a Josef Halla (1890–1902). Významnou osobností regionální historie byl MUDr. František Seykora (1864–1935), který byl váženým lékařem, členem mnoha spolků a také prvním majitelem automobilu ve Spáleném Poříčí. Úřad starosty vykonával v letech 1902–1917 a jeho nástupcem před vznikem Československa byl František Vyskočil (1917–1919).
Spálené Poříčí ve druhé polovině 19. století několikrát usilovalo o statut sídla soudního okresu (které bylo v Blovicích). Neúspěšné byly i četné pokusy o získání železničního spojení (nejprve na trati Plzeň-České Budějovice, později se jednalo o prodloužení trati Rokycany-Mirošov). Tyto faktory prohloubily stagnaci regionu, z nepočetných průmyslových podniků je na místě uvést dočasnou továrnu na sirky, kterou ve druhé polovině 19. století provozovali židovští podnikatelé Bernard Eckstein a Leopold Pollak. V roce 1880 mělo městečko 1783 obyvatel, a i když v následujících letech rostl počet domů, počet obyvatel klesal. Klesající význam si Spálené Poříčí kompenzovalo četnými aktivitami ve spolkové činnost. Již v době národního obrození zde vznikla Česká čtenářská společnost (1820), později Měšťanská beseda (1863), Sbor dobrovolných haičů (1878) nebo Sokol (1892). V letech 1886–1887 byla postavena nová škola na náměstí vedle radnice na místě tří zbořených domů, které zastupitelstvo předtím vykoupilo. Přibližně ve stejné době byl do současné podoby přestavěn kostel sv. Mikuláše (1882), počátkem 20. století byla postavena nová budova pro potřeby občanské záložny (Náměstí Svobody č.p. 137) a v roce 1907 byla do nynější podoby upravena radnice.
Po vzniku Československa byl v letech 1919–1924 starostou Vojtěch Hucl. Poté v letech 1924–1928 zastával funkci starosty znovu MUDr. František Seykora, který stál v čele městečka již v letech 1902–1917. Od roku 1928 byl starostou Karel Holub, který nakonec setrval i za druhé světové války ve funkci vládního komisaře až do roku 1945. Za první republiky byla postavena sokolovna (1929) a v jejím sousedství most přes Bradavu (1930). Dne 30. dubna 1945 vznikl revoluční národní výbor, 7. května vstoupila do městečka americká armáda, která byla o několik dní později vystřídána Rudou armádou. V roce 1948 byl zestátněn velkostatek Metropolitní kapituly sv. Víta a o rok později byl ukončen provoz pivovaru. Zámek byl necitlivě adaptován na byty pro podnik Státních lesů. Řada obyvatel dojížděla za prací do Plzně a přes vybudování několika objektů občanské vybavenosti (zdravotní středisko 1971, nákupní středisko 1975, mateřská škola 1979) pokračovala stagnace regionu. Po Sametové revoluci v roce 1989 si zastupitelstvo stanovilo cíle především v oblasti školství, ochrany životního prostřední a uchování historických památek. Po roce 1990 prošel nákladnou rekonstrukcí zámek a řada dalších objektů, na žádost zastupitelstva byl Spálenému Poříčí v roce 1992 udělen statut městské památkové zóny.
Dne 9. září 1996 bylo Spálené Poříčí povýšeno na město. Za četné aktivity v obnově kulturního dědictví obdrželo v roce 2003 titul Historické město roku.

### Židé ve Spáleném Poříčí

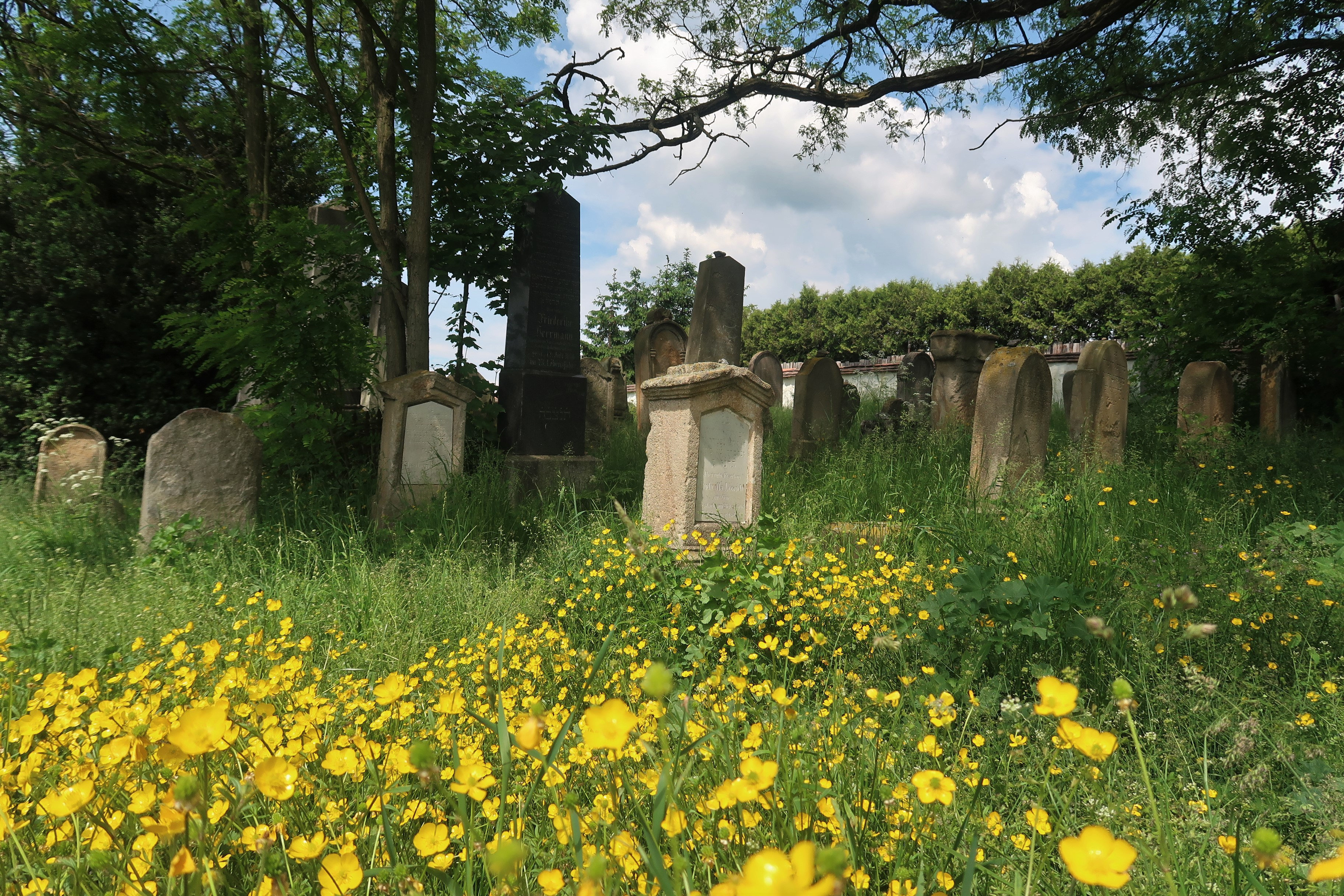
Židovský hřbitov

Početnější židovská komunita se ve Spáleném Poříčí začala formovat během třicetileté války, kdy bylo potřeba doplnit obyvatelstvem vyhořelé a zničené městečko. Židovští obchodníci bydleli původně v různých domech v městečku, kolem roku 1680 jim vrchnost vyčlenila Tyršovu ulici (dříve Mostecká), kde vzniklo židovské ghetto. O sto let později se v Poříčí uvádí 12 židovských domů, v nichž žilo 110 osob. Již v 17. století stála synagoga v Ostrovní ulici, v Tyršově ulici se nacházela židovská škola, zájezdní hostinec, později i nemocnice. Počet obyvatel židovského vyznání kulminoval v roce 1880 na počtu 160 osob. Od konce 19. století židovská komunita v Poříčí početně klesala a v roce 1908 byla ukončena činnost židovské školy. Židovský hřbitov v Pražské ulici byl založen v roce 1825 a spolu s několika dochovanými domy v Tyršově ulici patří k významným památkám židovského osídlení na Plzeňsku.

Za druhé světové války bylo do koncentračních táborů deportováno osm osob židovského vyznání. Sourozenci Jan a Eliška Ehrmannovi se posledním transportem Nicholase Wintona dostali v květnu 1939 do Velké Británie. Jejich rodiče František a Růžena Ehrmannovi zůstali v Poříčí a v roce 1941 odmítli nastoupit k transportu. Zbytek války strávili v úkrytu v podzemní kobce chalupy v nedalekých Nechanicích, což jim umožnila statečnost rodiny Matěje Homolky. Jeho syn Jaroslav Homolka (který se na ukrývání Ehrmannových v mládí též podílel) obdržel za celou rodinu v roce 2001 titul Spravedlivý mezi národy. Rodině Ehrmannových patřil dům č. p. 161 v Tyršově ulici, který po pečlivé rekonstrukci funguje jako penzion a patří k významným dokladům židovského osídlení ve Spáleném Poříčí (nese jméno po majiteli z 19. století Joachimu Lewidtovi). Z koncentračních táborů se v roce 1945 vrátily Berta Ledererová a Marta Ehrmannová, které se však krátce poté z Československa odstěhovaly. Na jejich počest byly zasazeny do dlažby Stolpersteine, česky též kameny zmizelých, doslova „kameny, o které je třeba klopýtnout“. Jsou to dlažební kostky s mosazným povrchem, vsazené do chodníku před domy obětí holokaustu a nacistického režimu. Činnost židovské obce byla ukončena a v roce 1946 byla zbořena synagoga, která již od počátku 20. století nesloužila svému účelu.

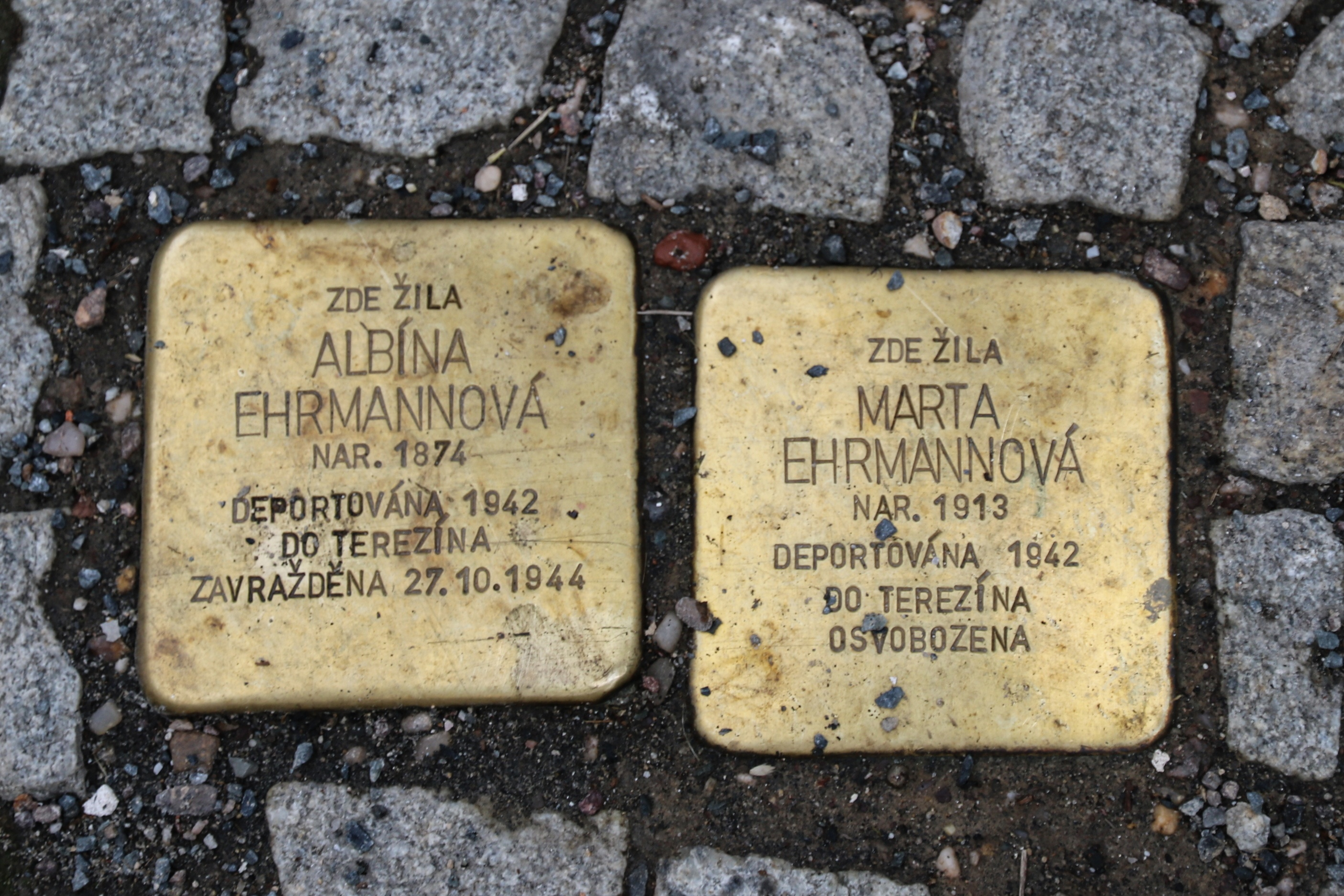
Stolpersteiny pro Ehrmannovy
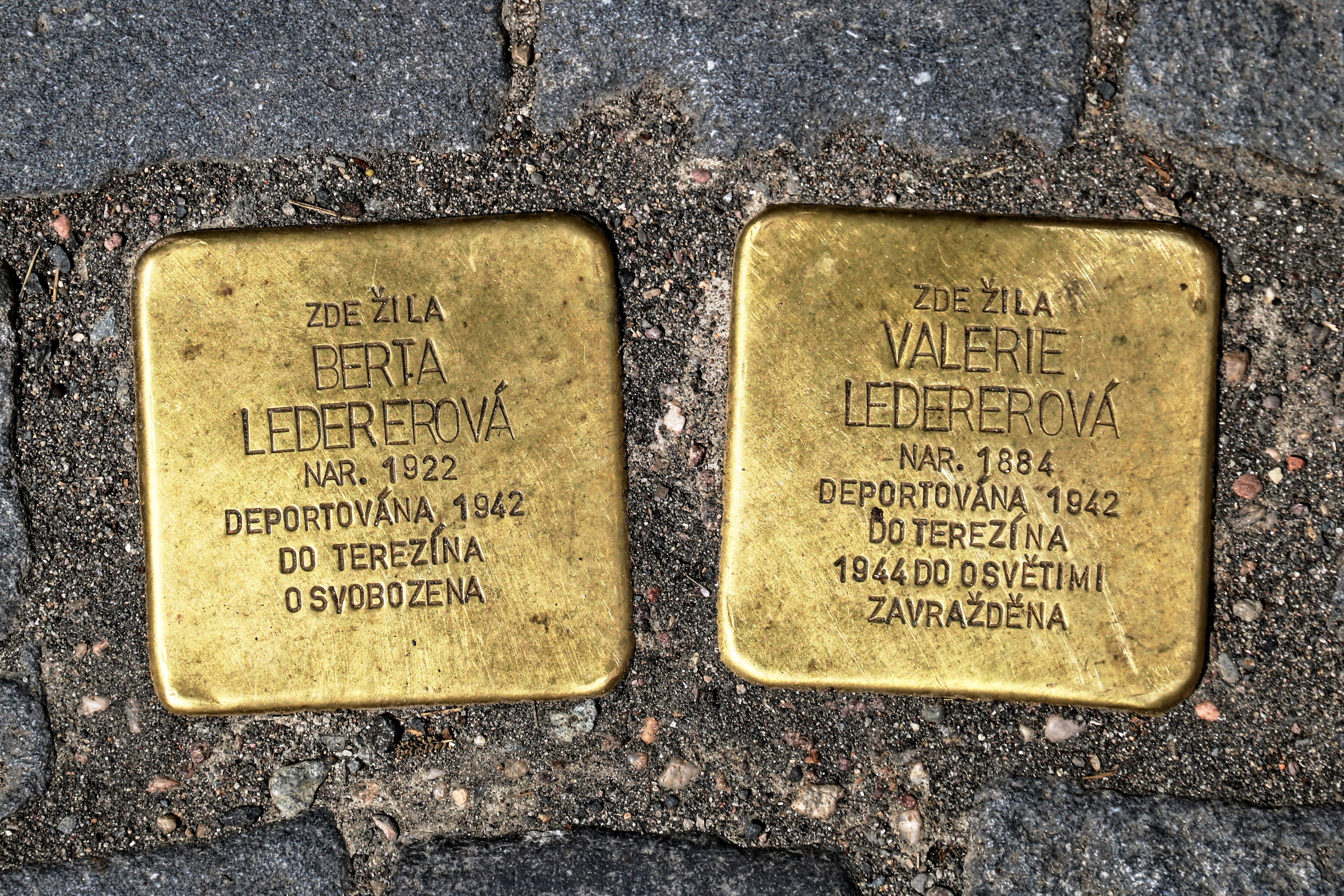
Stolpersteiny pro Lederorovy

V souvislosti se zánikem vojenského újezdu Brdy bylo k 1. lednu 2016 k obci (k části Hořice) připojeno katastrální území Číčov v Brdech, které vzniklo k 10. únoru 2014. Toto území má rozlohu 3,326621 km² a je zde evidováno 0 budov a 0 obyvatel.

## Pamětihodnosti
- Zámek Spálené Poříčí
- Kostel svatého Mikuláše na náměstí
- Kaple svatého Jana Nepomuckého
- Židovský hřbitov
- Sousoší svatého Jana Nepomuckého, svatého Antonína a Panny Marie
- Panský pivovar
- Děkanství
- barokní špejchar „Ve Dvoře“ – galerie kresleného humoru Jiřího Wintera Neprakty (jediná stálá výstava v ČR), expozice o životě v Brdech
- Židovský kupecký dům

## Osobnosti
- Emanuel Maršík (1875–1936), český hudební skladatel
- Václav Šára (1893–1941), československý legionář, brigádní generál a velitel odbojové organizace Obrana národa, narodil se ve Struhařích
- Václav Davídek (1913–1993), archivář, spisovatel
- František Ferda (1915–1991), český kněz a léčitel

### Čestní občané města[16]
- František Braun (jmenován v roce 1862); poslanec
- Klement Gottwald (jmenován v roce 1948); prezident
- Václav Holub (jmenován v roce 1930); farář
- Valerián Jirsík (jmenován v roce 1862); biskup budějovický
- Leopold Klaudy (jmenován v roce 1862); poslanec
- Václav Koukl (jmenován v roce 1883); kaplan
- Tomáš Garrigue Masaryk (jmenován v roce 1935); první československý prezident
- František Palacký (jmenován v roce 1862); archivář, filozof, historik
- František Průcha (jmenován v roce 1883); kapitolní děkan
- František Ladislav Rieger (jmenován v roce 1862); politik
- František Trojan (jmenován v roce 1880); c. k. okresní hejtman v Plzni
- Josef Valenta (jmenován v roce 1862); poštmistr
- Jiří Čížek (jmenován v roce 2019); baskytarista skupiny Radiátor

## Části města
- Spálené Poříčí
- Číčov
- Hořehledy
- Hořice
- Karlov
- Lipnice
- Lučiště
- Struhaře
- Těnovice
- Vlkov
- Záluží
- zaniklá ves Tisovec

Od 1. ledna 1980 do 31. srpna 1990 k městu patřilo i Borovno.

## Galerie

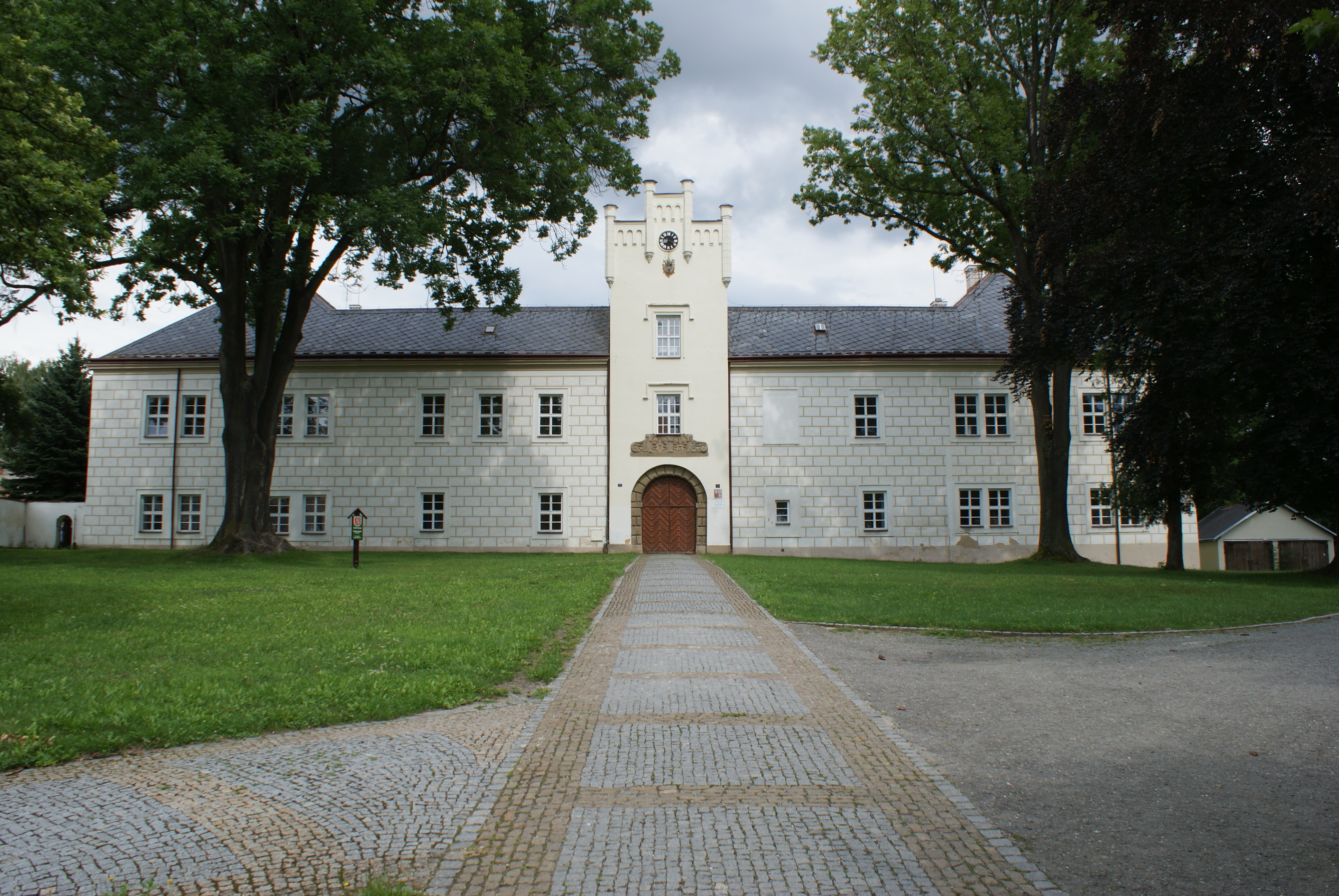
Zámek Spálené Poříčí
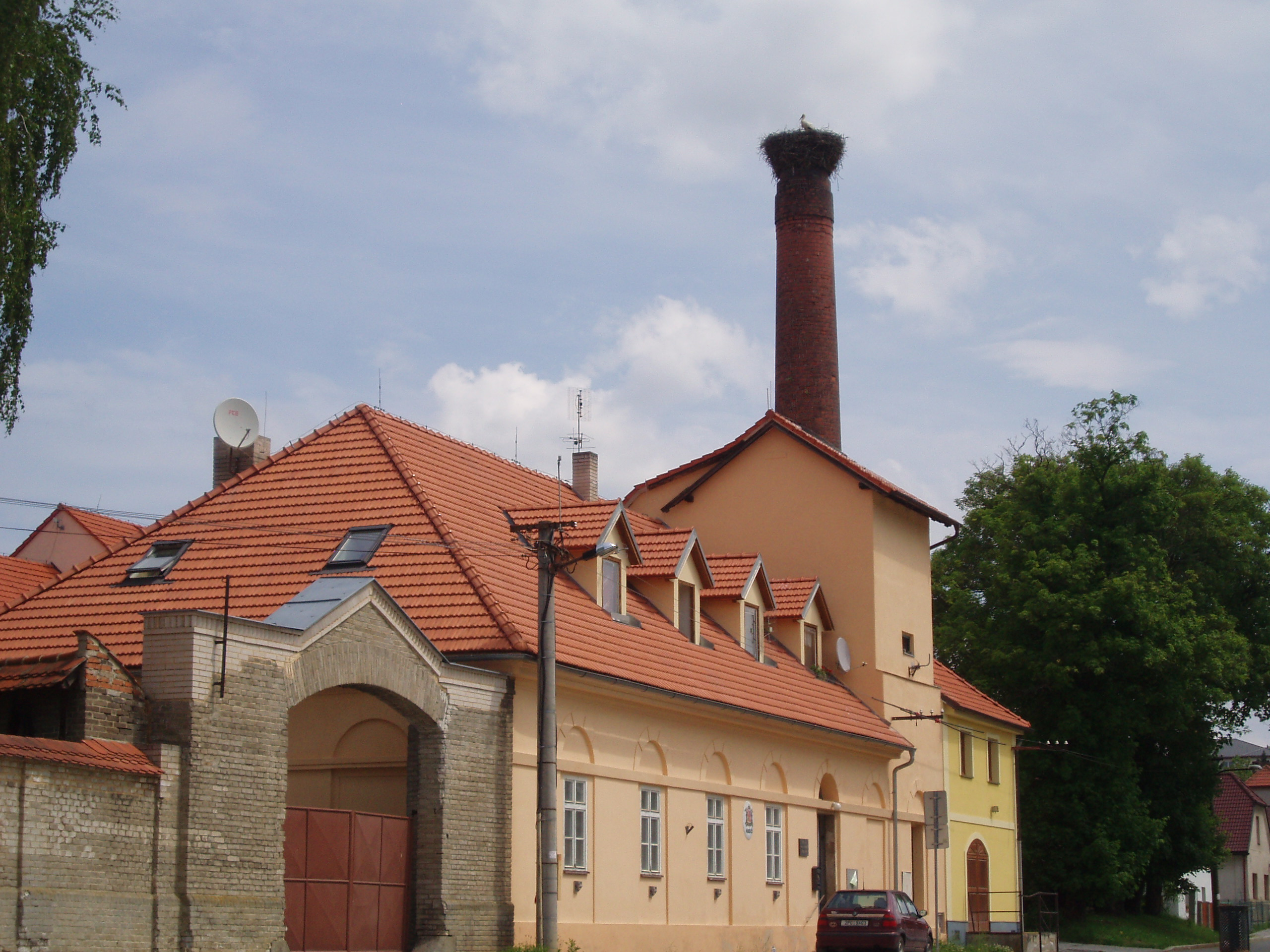
Panský pivovar
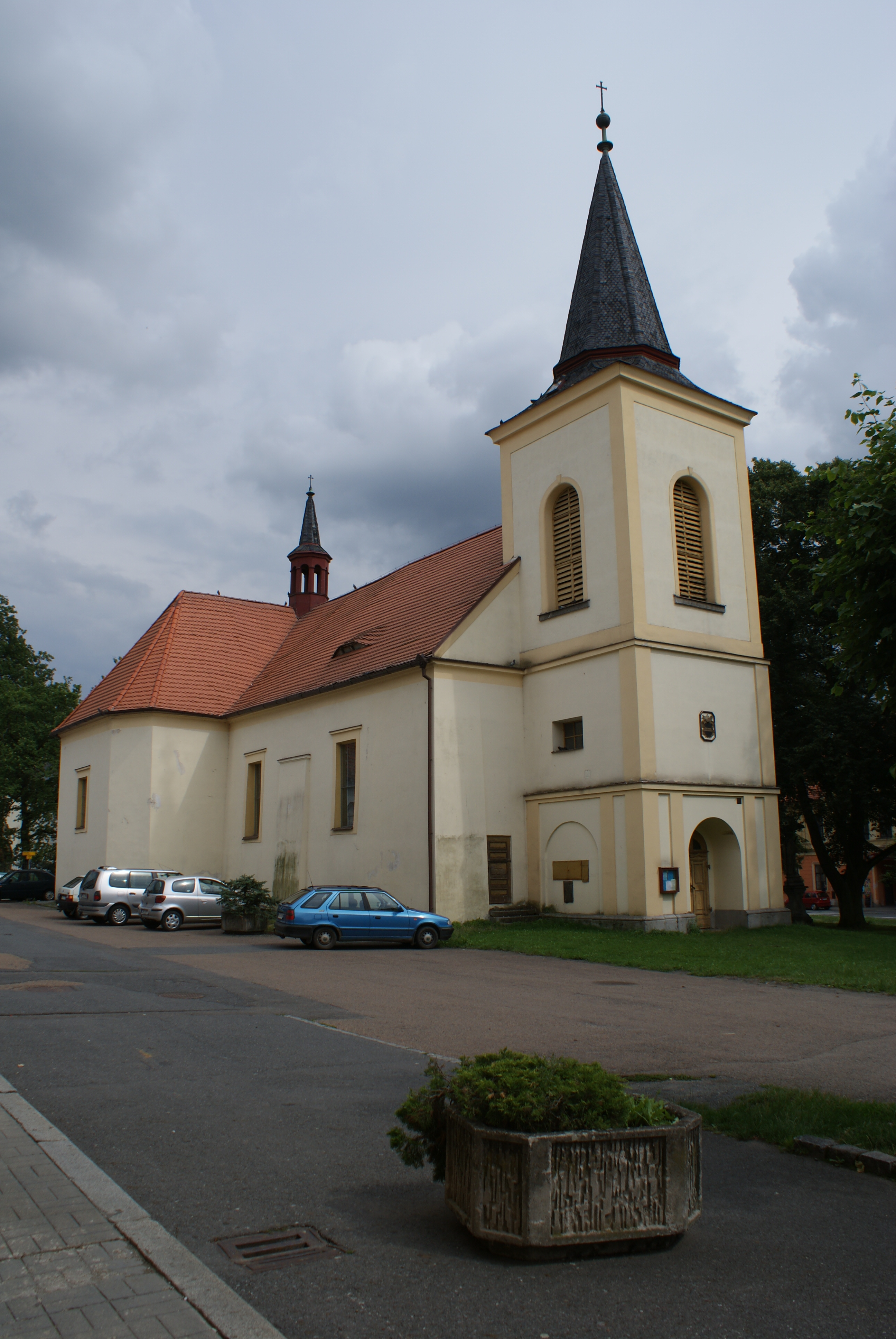
Kostel sv. Mikuláše na náměstí
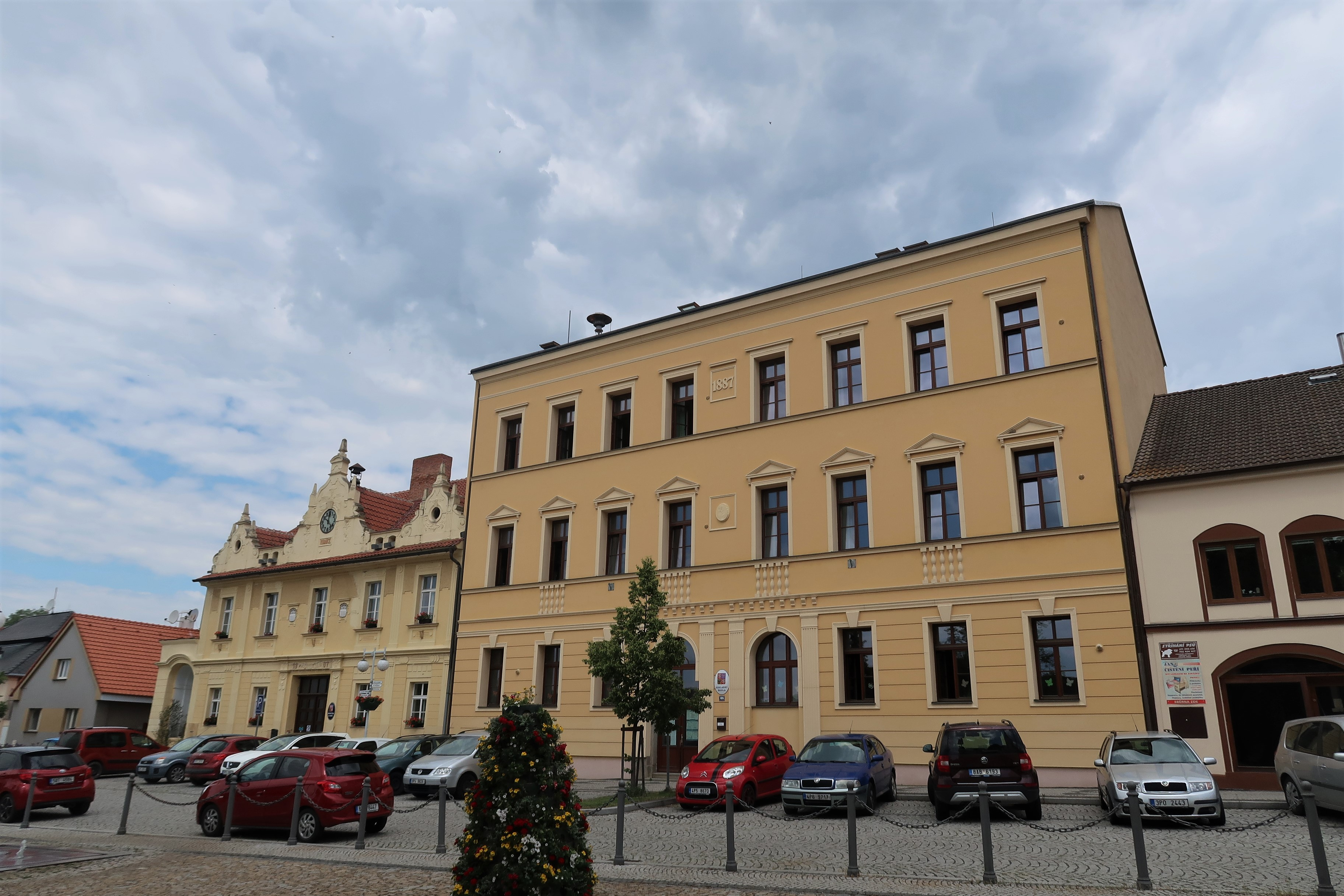
Radnice a škola na náměstí
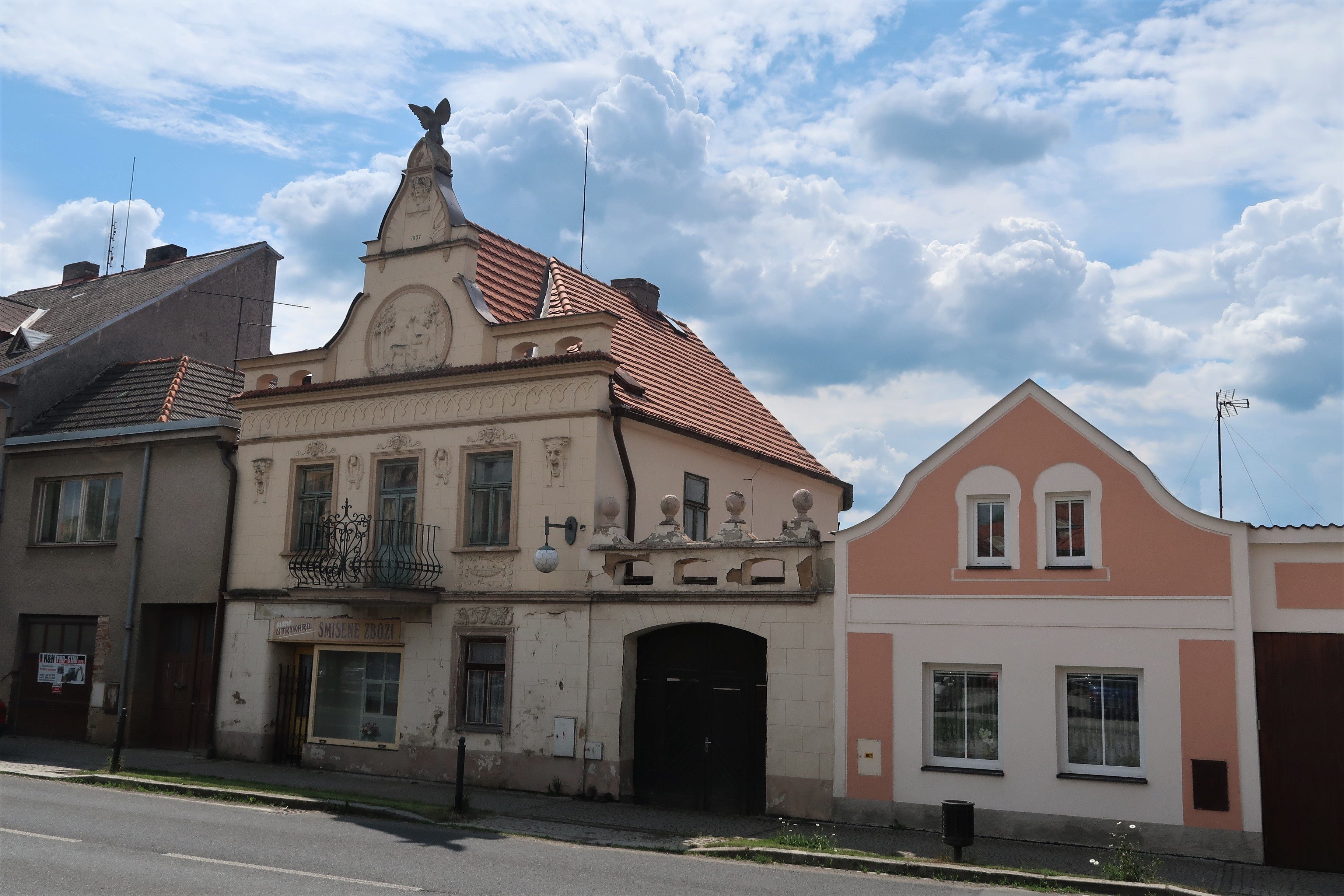
Památkově chráněné domy v jižní části náměstí
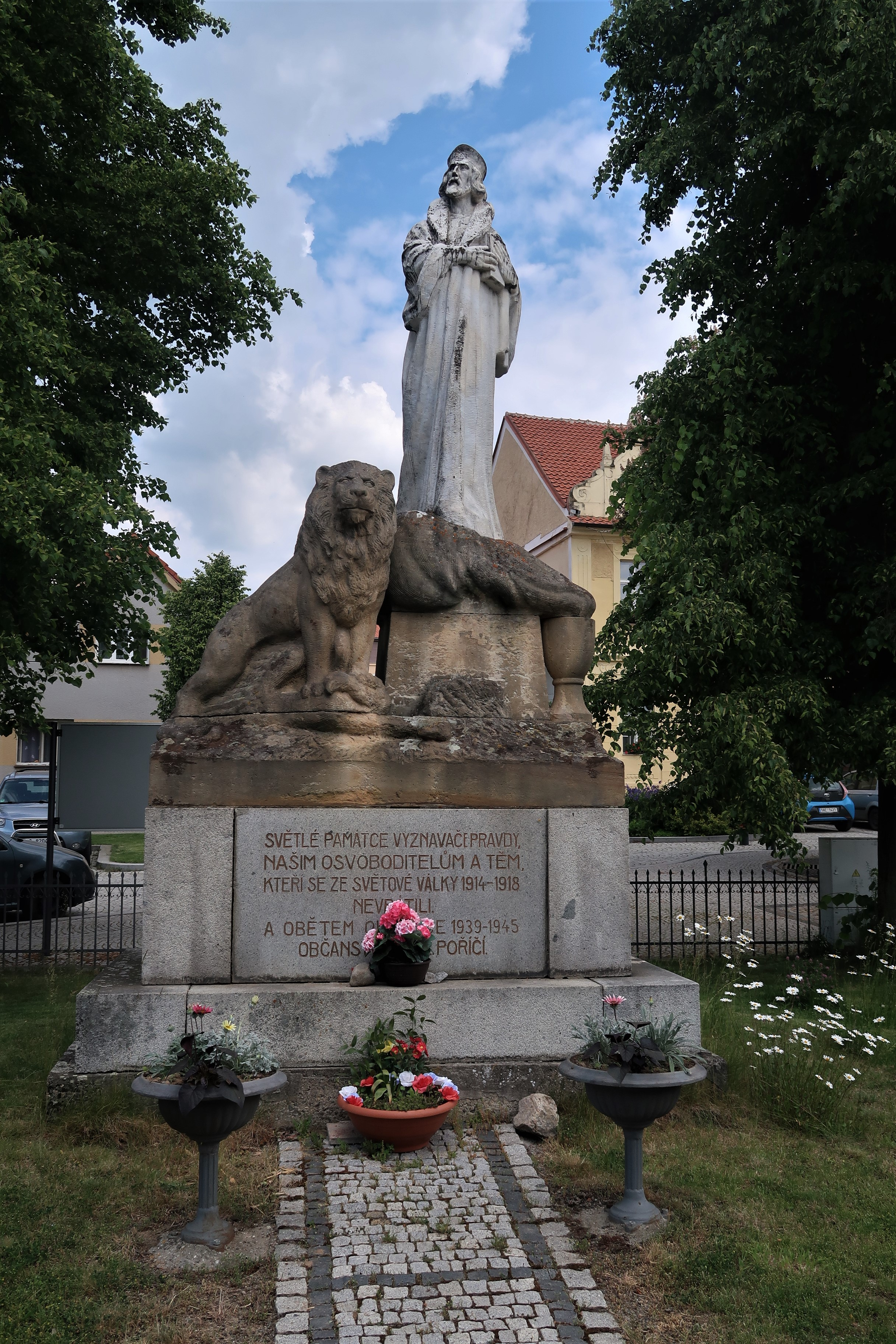
Pomník obětem světových válek se sochou Jana Husa na náměstí
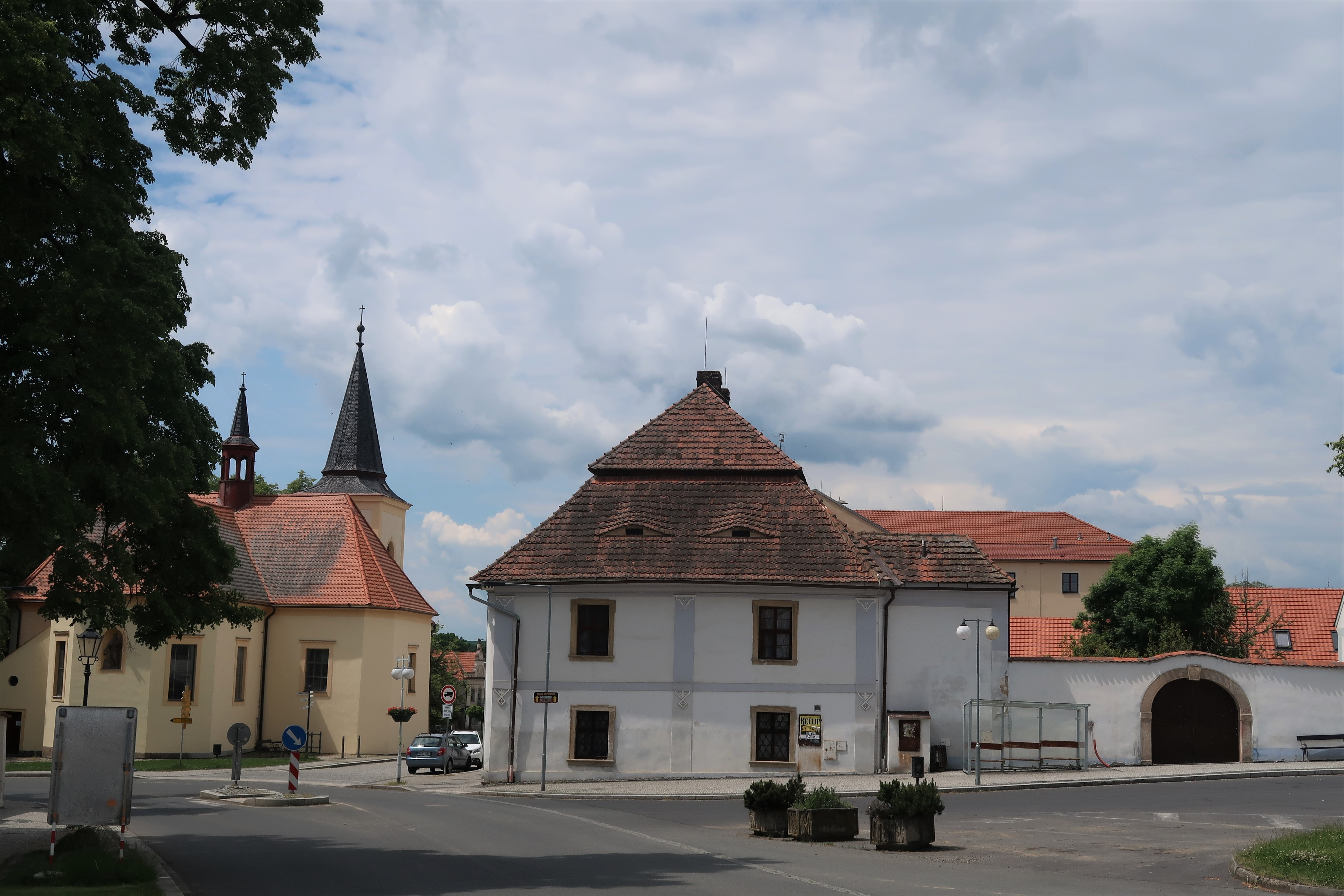
Kostel sv. Mikuláše a děkanství
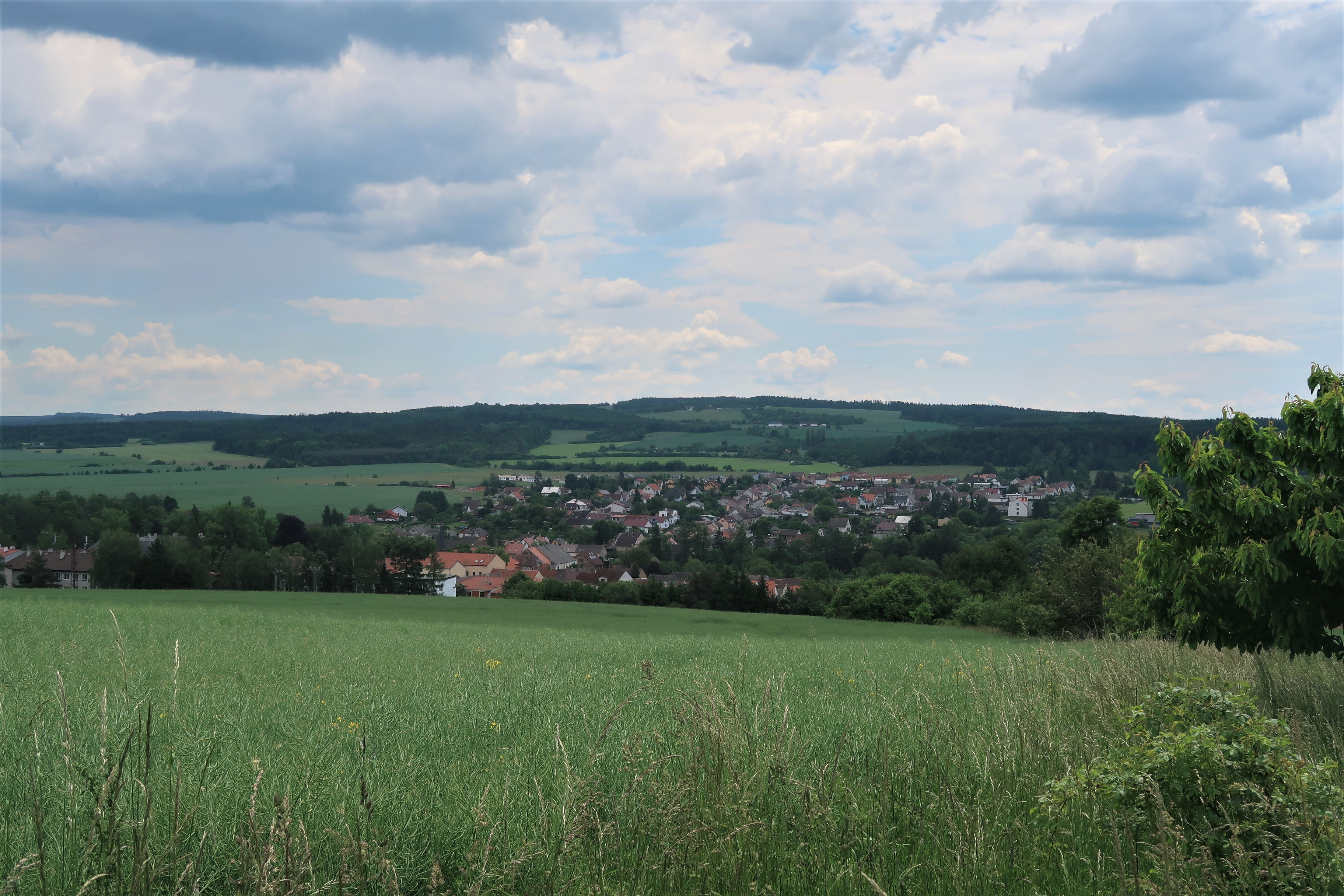
Pohled na Spálené Poříčí ze silnice do Lipnice
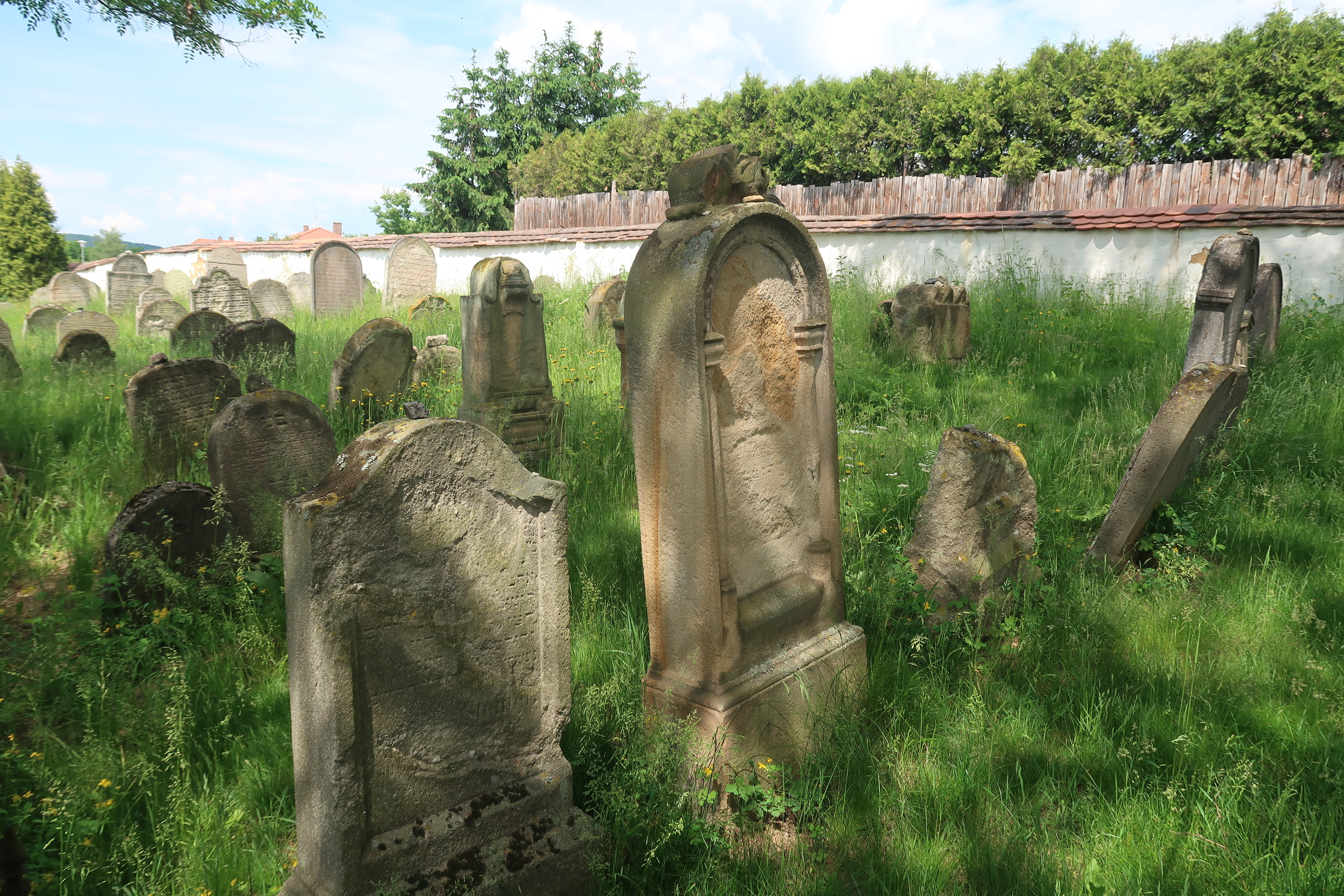
Židovský hřbitov
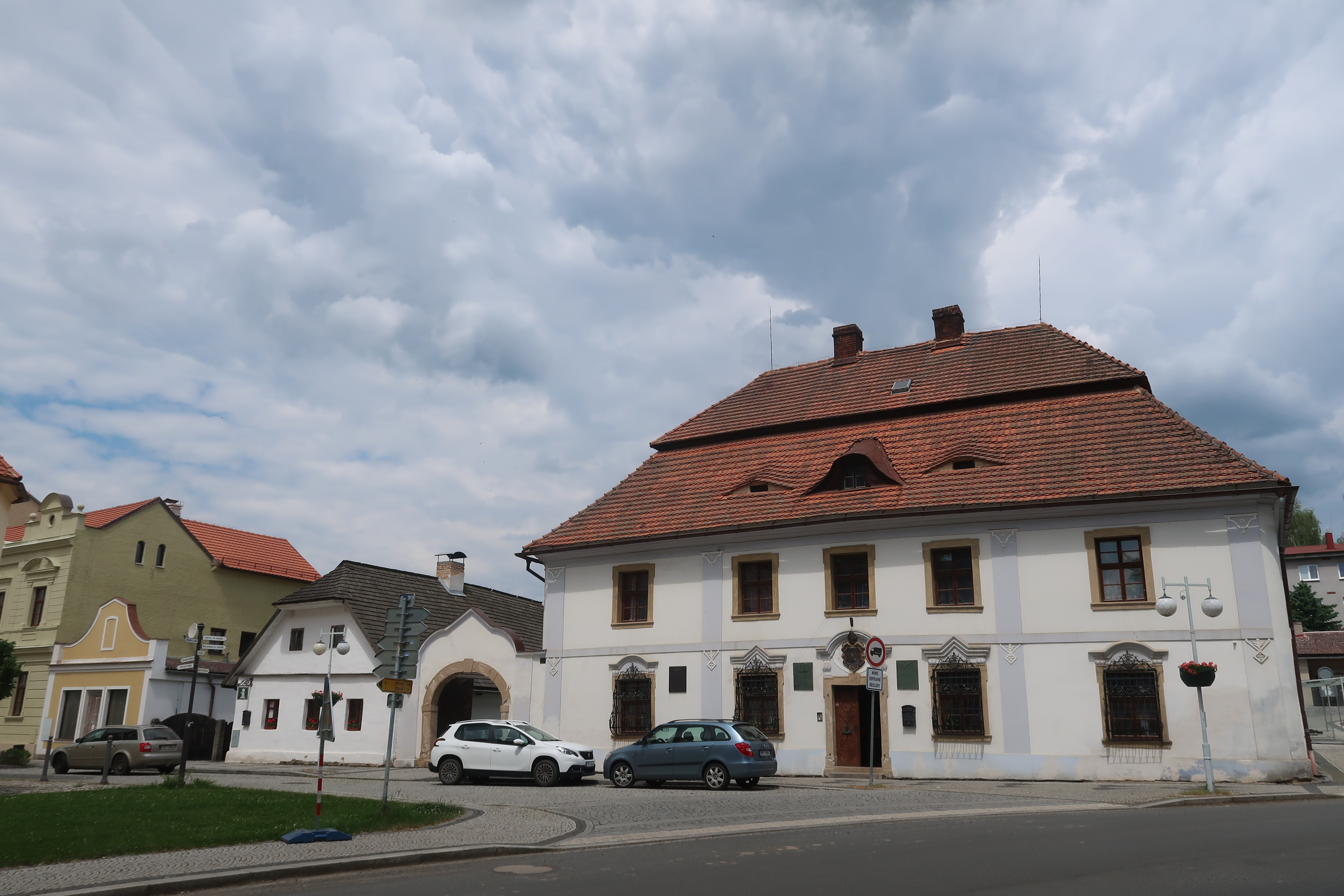
Severní část náměstí s informačním centrem a budovou barokního děkanství
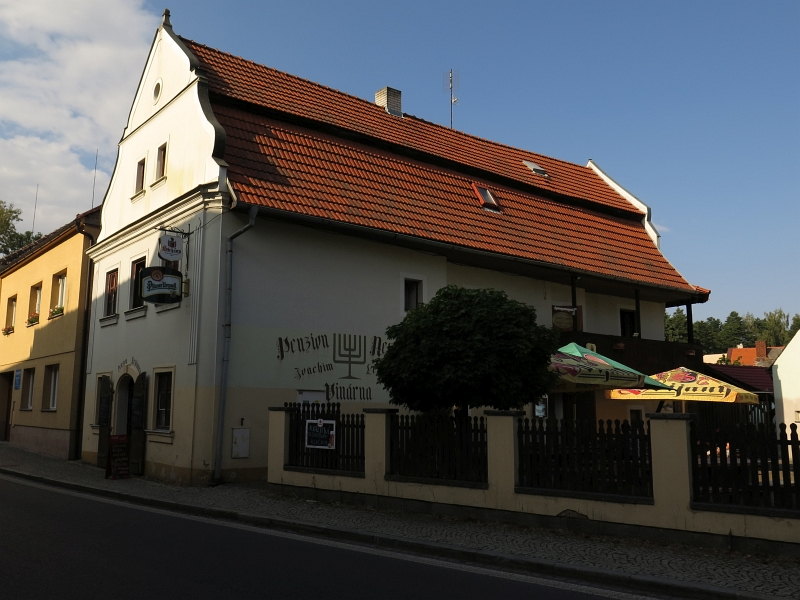
Památkově chráněný dům čp. 161, dnes penzion
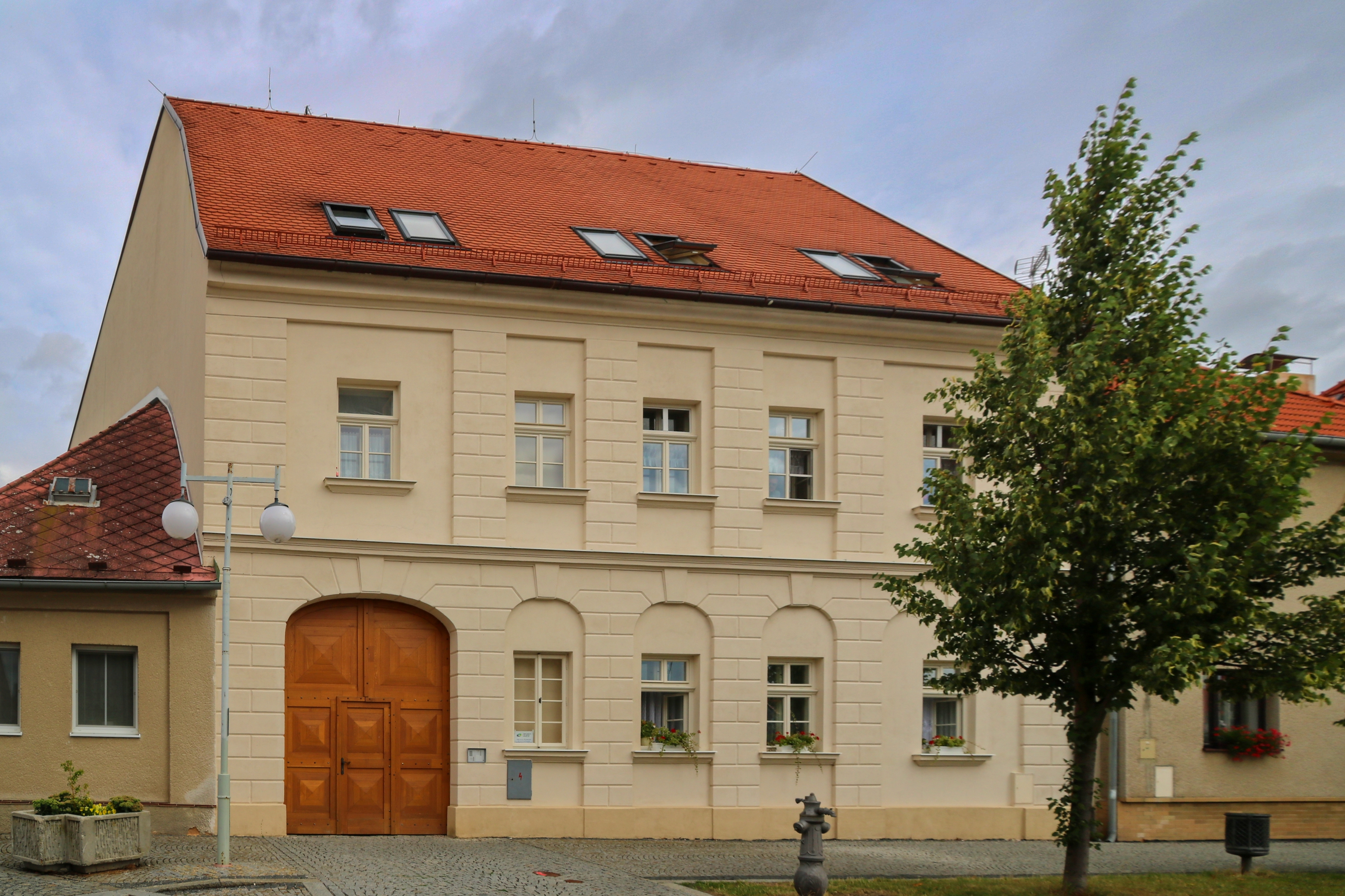
Památkově chráněný městský dům čp. 122 na náměstí
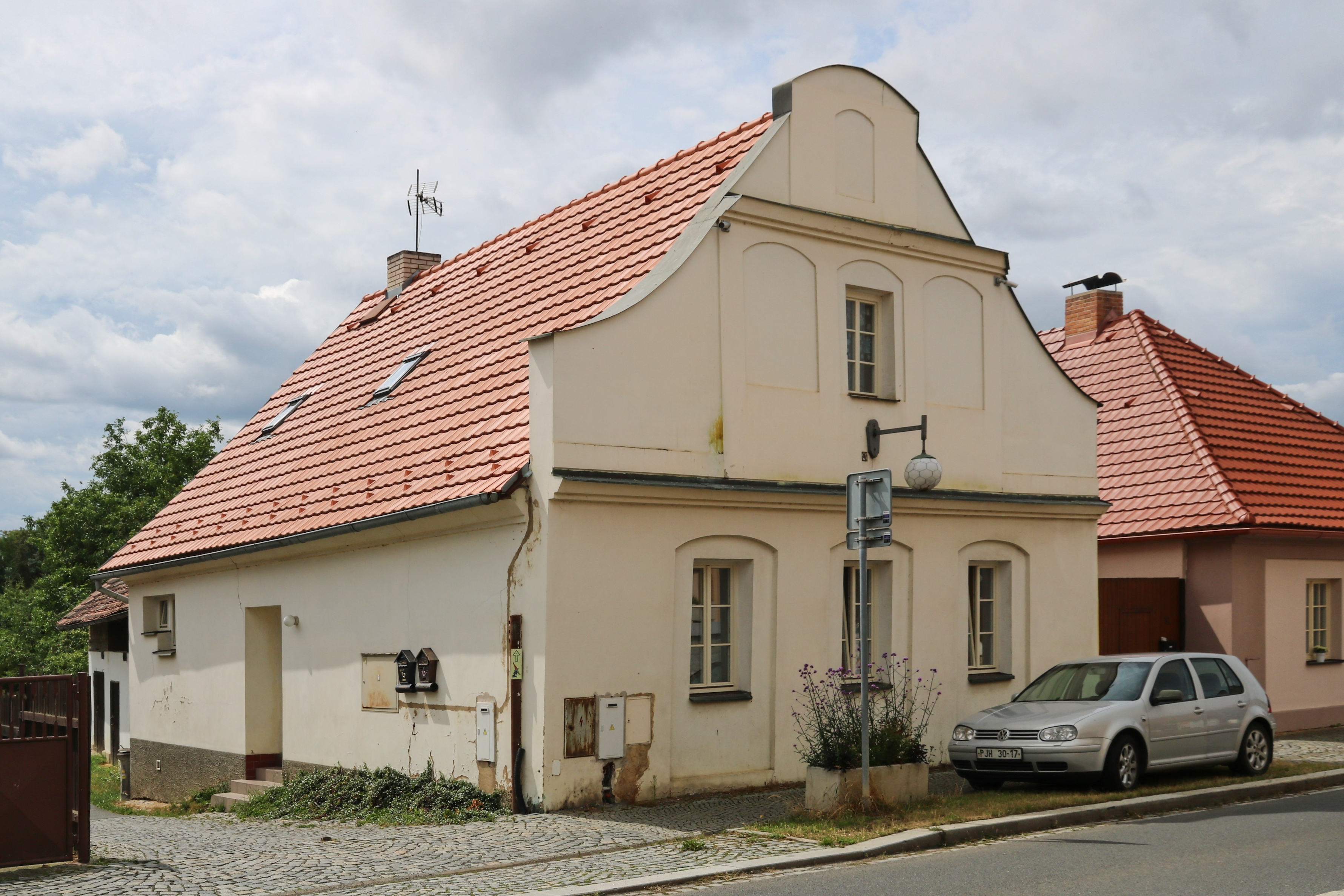
Památkově chráněný městský dům, Plzeňská čp. 50
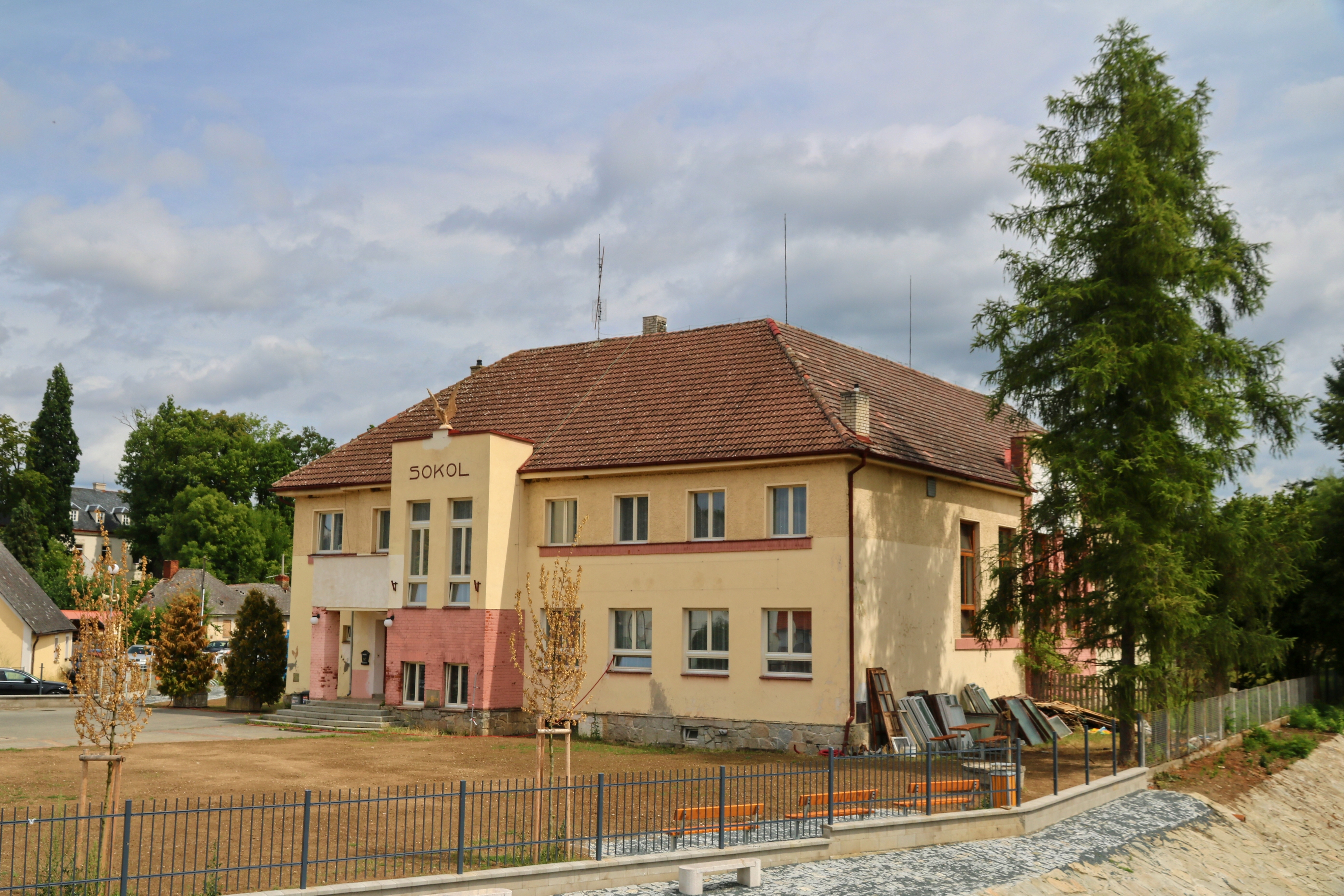
Budova Sokolu